# Vip Collection: Zeca Baleiro
Vip Collection: Zeca Baleiro é o segundo álbum-coletânea do cantor brasileiro Zeca Baleiro, lançado em 2011. Faz parte da série Vip Collection da MZA Music.

## Faixas
| N.º | Título                                | Compositor(es)                                             | Álbum Original                              | Duração |  |
| 1.  | "Quase Nada"                          | Zeca Baleiro, Alice Ruiz                                   | Líricas                                     | 3:56    |  |
| 2.  | "Palavras"                            | Roberto Carlos, Erasmo Carlos                              | Baladas do Asfalto e Outros Blues (Ao Vivo) | 3:39    |  |
| 3.  | "Proibida Pra Mim"                    | Chorão/ Marcão/ Thiago Castanho/ Champignon/ Renato Pelado | Líricas                                     | 3:12    |  |
| 4.  | "Bienal (Part. especial: Zé Ramalho)" | Zeca Baleiro                                               | Vô Imbolá                                   | 2:54    |  |
| 5.  | "Pagode Russo"                        | João Silva, Luiz Gonzaga                                   | Vô Imbolá                                   | 4:05    |  |
| 6.  | "Babylon"                             | Zeca Baleiro                                               | Líricas                                     | 4:05    |  |
| 7.  | "Não Adianta"                         | Sérgio Sampaio                                             | Baladas do Asfalto e Outros Blues (Ao Vivo) | 3:39    |  |
| 8.  | "Tem Que Acontecer"                   | Sérgio Sampaio                                             | Vô Imbolá                                   | 3:38    |  |
| 9.  | "Bandeira"                            | Zeca Baleiro                                               | Por Onde Andará Stephen Fry?                | 3:23    |  |
| 10. | "Heavy Metal do Senhor"               | Zeca Baleiro                                               | Por Onde Andará Stephen Fry?                | 4:00    |  |